# Comuna Illuka
Illuka este o comună (vald) din Comitatul Ida-Viru, Estonia.
Comuna numără 19 sate. Reședința comunei este satul Illuka (Illuka).

## Localități componente (Sate)
- Illuka (Illuka)
- Agusalu
- Edivere
- Jaama
- Kaatermu
- Kaidma
- Kamarna
- Karoli
- Kuremäe
- Kivinõmme
- Konsu
- Kuningaküla
- Kurtna (Illuka)
- Ohakvere
- Ongassaare
- Permisküla
- Puhatu
- Rausvere
- Vasavere

## Obiective turistice
- Mânăstirea Pühtitsa
- Lacurile Kurtna